# Haplophyllum suaveolens
Haplophyllum suaveolens là một loài thực vật có hoa trong họ Cửu lý hương. Loài này được Ledeb. mô tả khoa học đầu tiên năm 1842.